# 谷村新司 まぁるい日曜日
DOCOMO SUNDAY SPECIAL　谷村新司　まぁるい日曜日（ドコモ・サンデー・スペシャル たにむらしんじ まぁるいにちようび）は、ニッポン放送で2009年1月4日から2012年3月25日まで放送されていたラジオ番組。

## 放送概要
- この番組は、パーソナリティである谷村新司のトークで、憂鬱だった日曜日を「まぁるい日曜日」に変えてしまう、そんな番組である（公式HP より引用）。
- 2009年1月4日から2010年4月4日までは日曜日の13:00〜14:30に放送されていた。2010年4月11日から日曜日の23:30〜24:30に放送時間を変更。同時期に北日本放送、北陸放送にもネットが開始され、2010年10月からは新潟放送でもネットが開始された（ネット局は1週遅れ）。
- タイトルの「まぁるい」の「あ」は大文字ではなく、小文字の「ぁ」である。
- 番組内で放送される曲は全て谷村自身が選曲している。

## 放送時間・ネット局
2010年4月〜
- ニッポン放送（制作局） 日曜23:30〜24:30
- 北日本放送 日曜10:00〜11:00 7日遅れ
- 北陸放送 日曜13:00〜14:00 7日遅れ
- 新潟放送 日曜18:00〜19:00 7日遅れ（2010年10月10日から放送開始）→現在は日曜11:00〜12:00
- 宮崎放送 日曜22:00〜23:00 7日遅れ（2011年4月から放送開始、同年9月までは日曜21:00〜22:00）

## コーナー
- まぁるい写真館
  - このコーナーはリスナーから送られた写真を見て，谷村がコメントをするコーナーである。
  - 紹介された写真は ホームページ にあるリンクに入ると見ることができる。
  - 昼の時の放送時間　13時45〜50分頃
- アリスリクエスト
  - このコーナーはアリス再結成を記念して，アリスに関するお便りや曲を紹介するコーナーである。
  - 昼の時の放送時間　14時5分頃〜
- まぁるいメッセージ
  - このコーナーはサプライズゲストから留守番電話に吹き込まれたメッセージを紹介するコーナーである。2010年1月30日より開始された。放送日は月末の放送である。
  - 1月31日　平原綾香
  - 2月28日　一青窈
  - 3月28日　坂崎幸之助
- ショウアップナイターTODAY
  - 番組のコーナーではないが番組時間内に放送される。
  - 放送時間　13時52分頃（まぁるい写真館の終了後）

## 過去の放送内容

### 2009年

#### 1月〜3月末まで
| 回     | 放送日  | 内容                   | 備考                    |
| ------ | ------- | ---------------------- | ----------------------- |
| 第1回  | 1月4日  | 太陽系 色など          |                         |
| 第2回  | 1月11日 | 月 千円札など          |                         |
| 第3回  | 1月18日 | 源義経とジンギスカン   |                         |
| 第4回  | 1月25日 | 桃太郎                 |                         |
| 第5回  | 2月1日  | 音                     |                         |
| 第6回  | 2月8日  | 映画                   |                         |
| 第7回  | 2月15日 | 鳥と島                 |                         |
| 第8回  | 2月22日 | ラジオと音             | 番組発の2時間スペシャル |
| 第9回  | 3月1日  | 日本のアニメーション   |                         |
| 第10回 | 3月8日  | 古代文明の謎と日本     |                         |
| 第11回 | 3月15日 | まとめ1                |                         |
| 第12回 | 3月22日 | わらべ歌(かごめかごめ) |                         |
| 第13回 | 3月29日 | カタチ                 |                         |

#### 4月以降

##### 月毎テーマ
| 月   | テーマ                                                   |
| ---- | -------------------------------------------------------- |
| 4月  | 旅にまつわる物語                                         |
| 5月  | 心に響く物語                                             |
| 6月  | なぜナゼ不思議                                           |
| 7月  | 今だから話せる暗い過去                                   |
| 8月  | 忘れられない恋の話                                       |
| 9月  | 夏の日の思い出                                           |
| 10月 | あの日 あの時                                            |
| 11月 | あの日 あの時                                            |
| 12月 | 2009年あなたが変わったこと，2010年あなたが変わりたいこと |

### 2010年

#### 月毎テーマ
| 月   | テーマ                       |
| ---- | ---------------------------- |
| 1月  | 2010年あなたが変わりたいこと |
| 2月  | 私が感動したこと             |
| 3月  | 私が感動したこと             |
| 4月  | 私の約束                     |
| 5月  | 私の約束                     |
| 6月  | 思い出したこと               |
| 7月  | 思い出したこと               |
| 8月  | 不思議な出来事               |
| 9月  | 不思議な出来事               |
| 10月 | 忘れられない歌               |
| 11月 | 忘れられない歌               |

### アラカンラジオ
番組開始以前に「谷村新司　アラカンラジオ」が同局で放送された。
- 放送日　2008年12月30日
- 放送時間　13:00-15:30(2時間半)
- アシスタント　岡山裕子

## Podcast
谷村新司 まぁるい日曜日は、第14回の放送後からPodcastでも聞くことができるようになった。
- 配信日は基本、放送日の翌日である月曜日。
- 曲やコーナーはカットされている。
- Vol.2では2ファイルで配信されている。

## エピソード
- 第9回の放送で、1曲目に放送では谷村新司の「心の駅」を紹介したが、実際には同じく谷村新司の「夕凪」が流れてしまった。
  - ちなみに、「心の駅」は翌週の放送の1曲目に流れた。
- 第14回の放送は、北朝鮮のミサイル関連のニュースのため番組開始が5分遅れた。
- ニッポン放送では、日曜日にデーゲーム中継をすることがあるが、まぁるい日曜日を避けるように放送したため、短縮は行われなかった。
- 第22回の放送はメールサーバーがダウンしたため、FAXのみでの投稿受付になってしまったが、翌週には回復した。
- 第43回の放送では、番組始まって以来のゲスト（アリスのメンバーを除く）に、渡辺美里が登場した。2週にわたって登場し、第44回の放送では、渡辺美里がまだ話し足りないということを言ったとき、谷村が「来週も来ると準レギュラーとなりますが…」と言っていた。
  - なお、渡辺美里はニッポン放送内で番組を持っている（ナイターオフシーズンのみ）。
- 2009年12月6日は福岡国際マラソンのため番組開始以来初めての休みとなった。
- 2010年7月18日のネット局（北日本放送・北陸放送）での放送はそのネット局のみの放送となり（本編で谷村がその旨を伝えていた）、ネット局の放送対象地域である富山県、石川県関係のお便りが主に読まれていた。